# Мария Малинчева
Мария Петрова Малинчева е българска общественичка, читалищен и туристически деятел, театрал и режисьор от град Ботевград. Родена е през 1918 г в Ботевград.
Мария Малинчева изучава философия в Софийски университет и се дипломира през 1945 година. Тя работи много години в местното Туристическо дружество „Венеца“ – Ботевград. Същевременно подпомага взаимо-спомагателната каса на учителите в града.
Започнала своята кариера на артист през 30-те и 40-те години на ХХ век, Мария Малинчева с много труд успява да възстанови театралните постановки на местните любители в Народно читалище „Христо Ботев – 1884“, прекъснати за известно време, с което носи радост години наред на почитателите на театралното изкуство.
Последната роля на Мария Малинчева в театъра е тази на баба Трифоница от пиесата „Районна болница“ през 1995 г. Тогава тя играе блестящо, макар и с болен крак. Мария Малинчева е наричана „живата история и огънят на театралната самодейност в града“ – така я определя вестник „Ботевградски вести“ в едно интервю, което та дава за него.
Творческият и обществен принос на Малинчева за културата в Ботевград е отбелязан по време на провеждането на поредната „Нощ на музеите“ през 2021 г., сред имената на други културни деятели от града. Това става чрез специализирана изложба на тема „Съграждани от близкото и далечно минало с особени истории“.
В периодът от 1989 до 1993 г. е преустановена дейността на читалищния театър при Народно читалище „Христо Ботев – 1884“. През юни 1993 г. Мария Малинчева поставя на сцена постановката „Майстори“ от Рачо Стоянов. Поставят се и спектаклите „Районна болница“, „Вечери в Антимовския хан“, „Херострат“, „Църква за вълци“ и др.